# Calèches du Vieux-Montréal
 (mai 2023).
Pour les articles homonymes, voir Vieux-Montréal (homonymie).

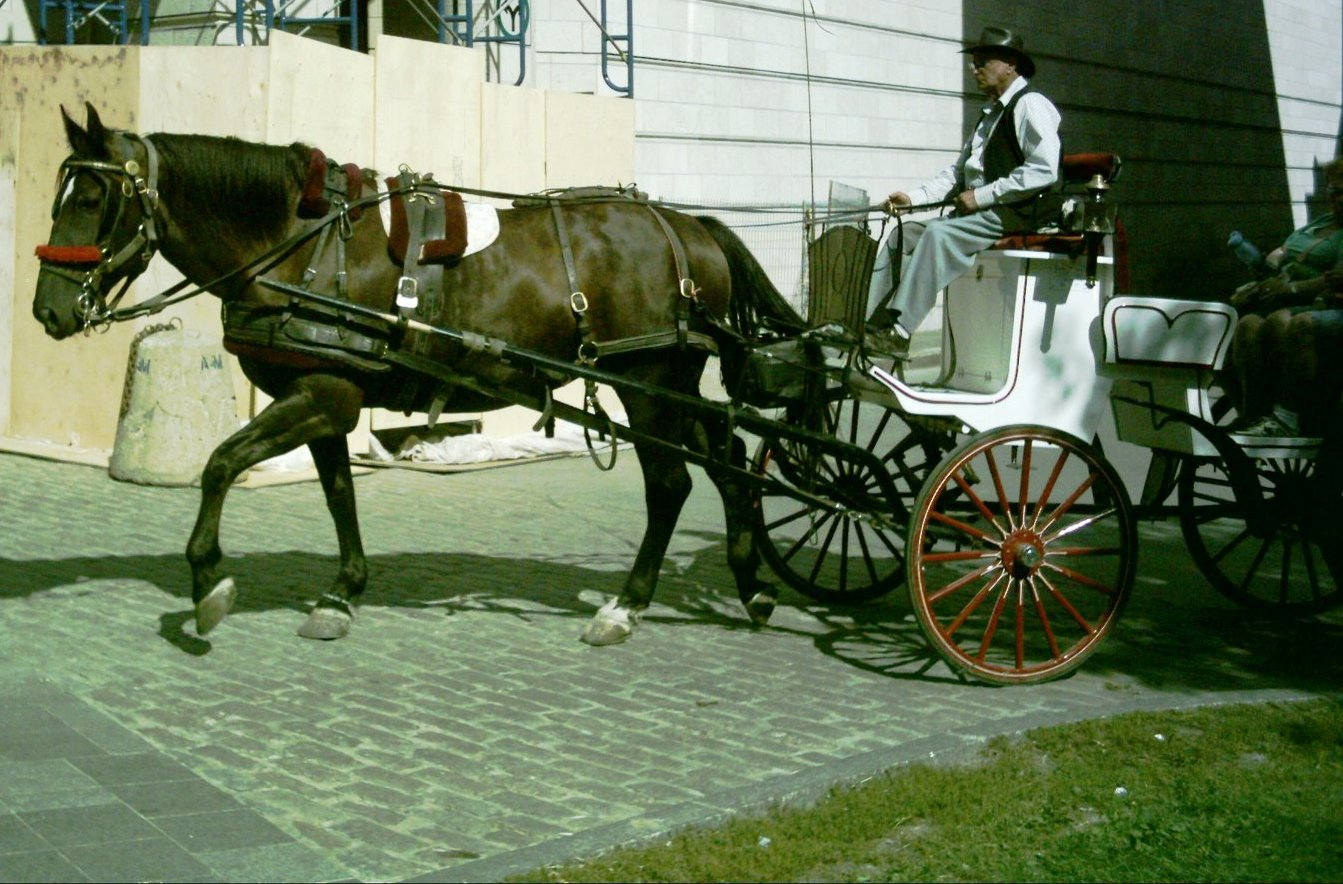
Calèche du Vieux-Montréal

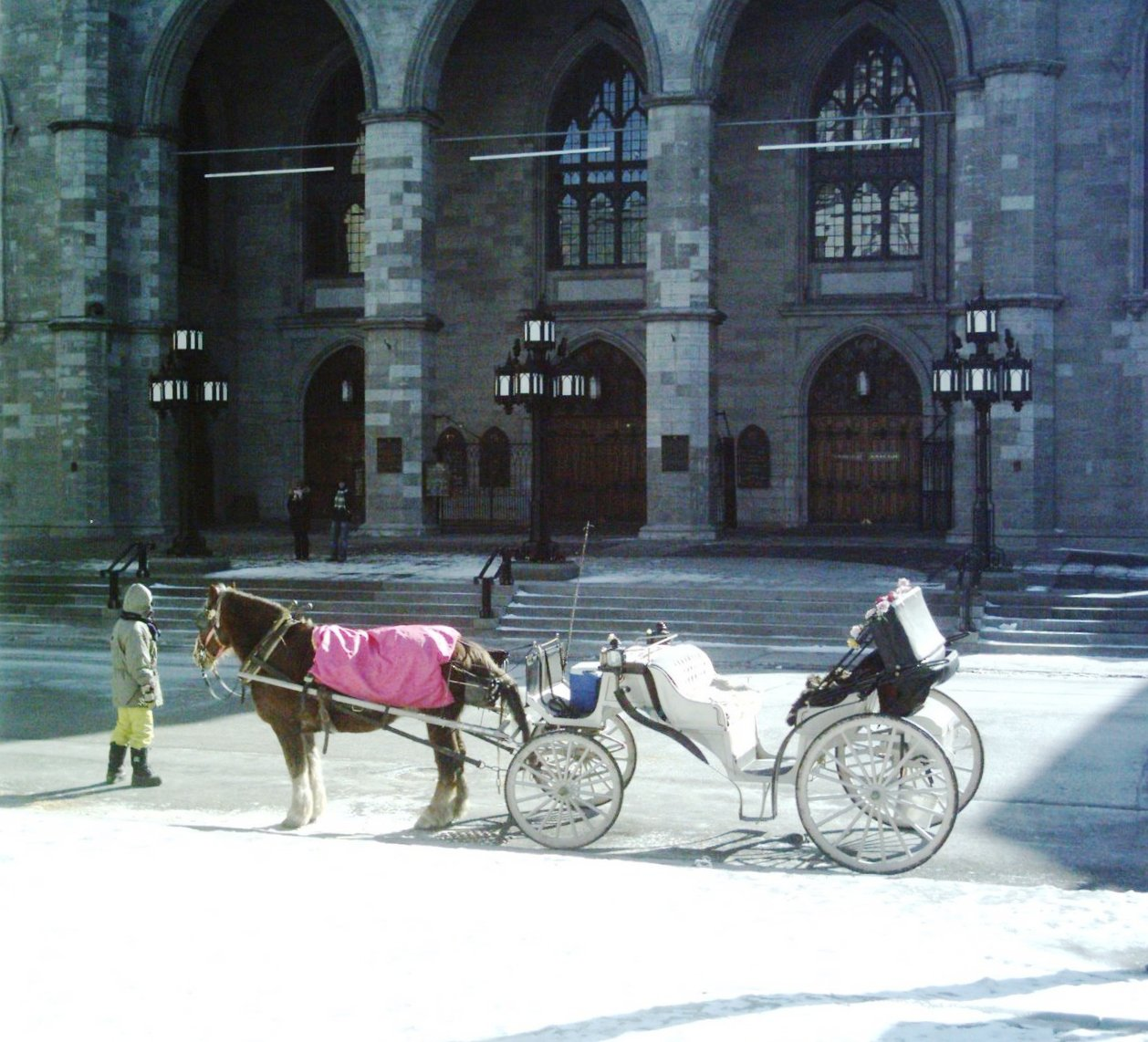
Poste d'attente des calèches du Vieux-Montréal à la place d'Armes devant la basilique Notre-Dame, en toutes saisons.

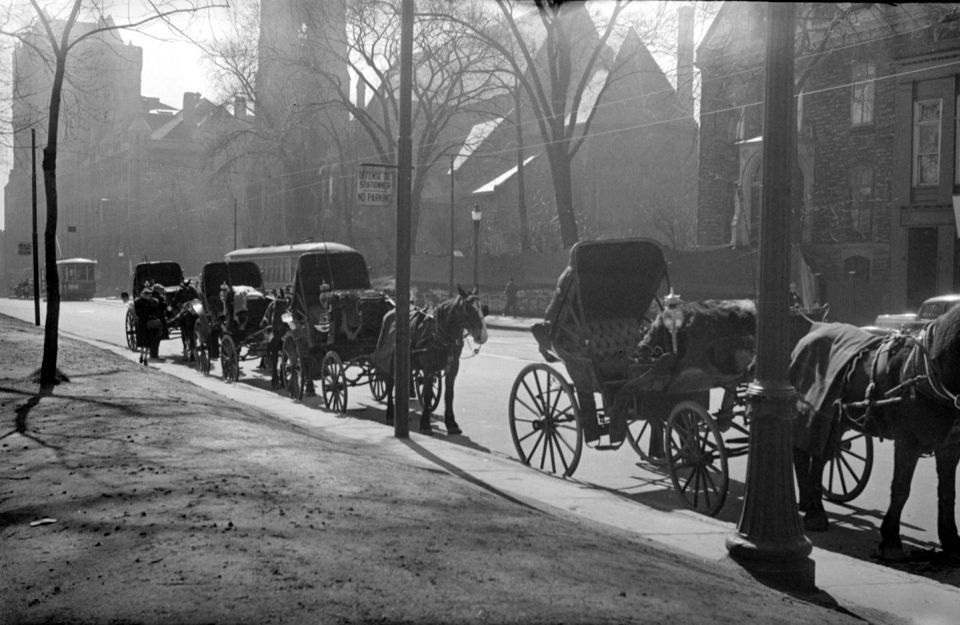
Calèches au square Dorchester, en avril 1945.

Les calèches du Vieux-Montréal sont une ancienne attraction touristique du Vieux-Montréal, interdites depuis le 1er janvier 2020, en contrepartie d'une compensation aux conducteurs des calèches.

## Histoire
Les calèches faisaient partie de l'offre touristique du Vieux-Montréal durant toute l'année.
Les clients qui désiraient effectuer une balade en calèche dans le Vieux-Montréal disposaient de plusieurs endroits pour solliciter les services d'une calèche pour une balade d'une demi-heure ou d'une heure. Il était également possible pour un client de réserver une balade en calèche pour une heure précise et d'organiser des transports spéciaux pour les établissements hôteliers et les restaurants.